# Pareques acuminatus
Pareques acuminatus es una especie de pez de la familia Sciaenidae en el orden de los Perciformes.

## Morfología
• Los machos pueden llegar alcanzar los 23 cm de longitud total.

## Hábitat
Es un pez de mar de clima tropical (32°N-33°S) y asociado a los  arrecifes de coral.

## Distribución geográfica
Se encuentra en el Océano Atlántico occidental: desde Carolina del Norte (los Estados Unidos) hasta  Río de Janeiro (  Brasil ).

## Uso comercial
Ha sido criado en cautividad.

## Observaciones
Es inofensivo para los humanos.